# Hyllos
Dans la mythologie grecque, Hyllos (en grec ancien Ὕλλος / Húllos) était le fils d'Héraclès et de Déjanire.
Il fut élevé chez Céyx, roi de Trachis en Thessalie, à qui le héros avait confié sa femme et ses enfants, pendant qu'il était occupé à ses fameux travaux. Envoyé par Déjanire à la recherche de son père, il eut le chagrin de le rencontrer au moment où ce dernier venait de revêtir la tunique de Nessos. Sentant qu'il allait succomber, Héraclès lui recommanda de le placer sur le mont Œta, de le porter sur un bûcher, d'y mettre le feu de ses mains, et enfin d'épouser Iole.
Ce fut Hyllos qui tua Eurysthée, qui luttait contre les Héraclides. Il se réfugia à la cour d'Ægimius, héros fondateur des Doriens, qu'Héraclès avait aidé dans son combat contre les Lapithes. Ægimius adopta Hyllos pour remplir la promesse faite au héros, et en fit son successeur. Hyllos reçut de l'oracle de Delphes l'ordre de reconquérir le Péloponnèse. Il défia Atrée, chef des Pélopides, et successeur d'Eurysthée. S'il était vaincu, les Héraclides ne pourraient entrer dans le Péloponnèse que cent ans après sa mort. Hyllos périt dans le combat, et ses descendants furent obligés d'observer le traité. Selon d'autres traditions, rapportées par Hérodote, ce fut Échémos, roi de Tégée, qui le tua.
Hyllos est le père de Cléodaios.